# محافظة باراهونا
محافظة باراهونا (بالإسبانية: Provincia de Barahona)‏ هي محافظة في جمهورية الدومينيكان، بلغ عدد سكانها 187,105  نسمة وذلك حسب إحصائيات سنة 2010، عاصمتها باراهونا، تبلغ مساحتها 1,666.2 كيلومتر مربع.